# 6067 Donutil
A 6067 Donutil (ideiglenes jelöléssel (6067) 1990 QR11) a Naprendszer kisbolygóövében található aszteroida. Zdenka Vávrová fedezte fel 1990. augusztus 28-án.